# HK FABARM FP6霰彈槍
黑克勒&科赫 FABARM FP6（英語：Heckler & Koch FABARM FP6）是一款由意大利槍械公司費巴爾姆公司（FABARM，全稱：Fabbrica Bresciana Armi S.p.A.）所研製和生產，並且由德国黑克勒&科赫銷售的泵动式戰鬥散彈槍，該產品主要用作民用和執法機關使用，發射23⁄4英吋或3英吋12鉛徑霰彈。

## 歷史
在1998年德国黑克勒&科赫與伯奈利中斷了商業合作以後，前者就改為與費巴爾姆公司合作，以銷售由後者生產的那些霰彈槍取代原來的整條進口線。該生產線具有各款獵用和運動用途霰彈槍，分別以上下式雙管、水平式雙管、半自動（自動裝填）和泵动式操作，包括青年型在內的型號。對於軍事、執法機關及家庭防衛使用方面，黑克勒-科赫推出了四款FP6型號的衍生型。

## 設計細節
FABARM FP6的機匣是由輕量級ERGAL 55合金所機械加工製造，並且以鑽孔和螺絲安裝瞄準鏡。四款衍生型當中有三款於出售時帶有裝上的MIL-STD-1913戰術導軌用以安裝光学瞄准镜或其配件，而前護木的底部的前端邊緣也具有鑽孔以接受安裝配件導軌。除了短管型號以外，FABARM霰彈槍於出售時帶有採用了他們獨有的「三孔」（英語：Tribore）式槍管，這是一個具有三個獨立的內孔剖面的深部鑽孔式機械加工槍管。從膛室的上面和導錐開始，內膛被擴大至18.8毫米（0.7401英吋）以緩和後座力，而在槍管中間的第二剖面逐步縮小至18.4毫米（0.7244英吋）以模擬出微縮口狀內膛的剖面以增加初速。最後的內膛是FABARM喉缩系統，其中包括緊隨著槍口微縮口狀剖面的標準型收束器，以改進射擊模式和分佈情況。槍口具有螺紋處理以接受裝上5種不同的收束器或槍口制退／補償器。有些型號於出售時還配備了通風式隔熱罩。
該武器的特點包括鍍鉻式扳機、滑動式槍機的釋放按鈕和霰彈藥筒框。還有一個超大尺寸的三角形按鈕式保險。扳機組件由兩根插銷保持固定在機匣中，這使得在清潔和維修時拆卸扳機組件變得很容易。某些型號具有翻轉式準星（近戰時可作為低剖面瞄準具），而其他的則配備了小型片狀瞄準具。其他型號則配備了鬼環式瞄具。
前護木和槍托都是由黑色人工合成聚合物所製造，而後者還在尾部裝有一塊由合成橡膠所製造的後座緩衝墊。其中一個型號以重型鋼絲製折疊式槍托和手槍握把取代了槍托。各個型號分別為具有黑色陽極保護表面處理，啞光表面處理，或是碳纖維增強表面處理。

## 操作
FP6與其他泵动式霰彈槍一樣，可滑動的前護木通過兩根操作連桿連接到槍機，當向機匣拉動前護木的時候，槍機亦會向後運動。而在槍機向後運動以後，霰彈藥筒閂鎖會被裝在操作連桿之上的凸輪表面推開一旁，讓霰彈藥筒掉落到槍機機框，而其餘在內置式管式彈倉以內的霰彈藥筒會由霰彈藥筒的固定閂鎖以保持於內。而當前護木向前推動的時候，會通過槍機連桿帶動槍機組件向前運動，而槍機機框會讓霰彈藥筒裝填膛室以前對齊。霰彈藥筒完全就位以後，槍機連桿迫使槍機旋入槍管延伸部的頂部凹槽進行閉鎖，令槍機閉鎖以後處於待發狀態。武器射擊以後，滑動式槍機脫鉤桿會釋放，並且讓槍機可以進入下一個循環，抽出和拋出發射後的霰彈藥筒，而同時令擊錘進入待擊和從管式彈倉內釋放下一發霰彈藥筒。

## 附件
所有的FP6霰彈槍於出售時附有收束器調整扳手，使用者說明書和硬質塑料真空形成式耐撞擊硬攜帶槍盒。該槍亦可使用黑克勒-科赫的額外配件，包括了各式各樣的收束器、槍口制退／補償器、管式彈倉延長管、手槍握把和折疊式槍托。使用者還可以買到一個裝在FP6的機匣之上的適配器以接受來自雷明登870的槍托（例如黑鷹和Knoxx槍托）。

## 衍生型
黑克勒-科赫推出了FP6的四款衍生型。
- 標準型FP6（H&K 40621HS），配備了508毫米（20英吋）「三孔」（Tribore）式槍管，黑色保護表面處理，穿孔式隔熱罩，小型片狀準星，固定式合成槍托，和圓形前護木。
- 碳纖維表面處理型號（H&K 40621CF），配備了508毫米（20英吋）「三孔」（Tribore）式槍管，無隔熱罩，裝設於機匣的MIL-STD-1913戰術導軌，小型片狀準星，固定式合成槍托，和圓形前護木。
- 折疊式槍托及手槍握把型號，配備了508毫米（20英吋）「三孔」（Tribore）式槍管，無隔熱罩，裝設於機匣的MIL-STD-1913戰術導軌，和大型翻轉片狀準星。
- 戰術短管型號，FP6突入型（H&K 40621T），配備了355.6毫米（14英吋）槍管，啞光（英语：Paint sheen）表面處理，穿孔式隔熱罩，裝設於機匣的MIL-STD-1913戰術導軌，大型翻轉片狀準星，固定式合成槍托，和輪廓形前護木。這款衍生型全長為857.25毫米（33.75英吋），並且受到美國全國槍械法（英语：National Firearms Act）（簡稱：NFA）條例歸類為第二類槍械。

## 使用國
- 法國
  - 國家憲兵干預組[6]
- 德国
- 義大利
- 马来西亚
  - 海軍特種作戰部隊
- 西班牙
  - 西班牙海軍特别行動單位（英语：Unidad de Operaciones Especiales）
- 美国
- 梵蒂冈

## 流行文化

### 电影
- 2001年—：由洛杉磯警察局的警員所使用，其中一枝被加百列折彎破壞。
- 2005年—：修改型原本由珍·史密斯（Jane Smith，安吉丽娜·朱莉飾演）所使用，其後被約翰·史密斯（John Smith，畢·彼特飾演）所奪取。
- 2012年—：由喬治·史戴希警官（Capt. George Stacy，丹尼斯·萊瑞飾演）所使用。
- 2013年—：裝上穿孔式、手槍握把和機械瞄具並且由茱莉·皮諾（Julie Grigio，泰瑞莎·帕瑪飾演）所使用。

### 电視節目
- 2003年—：2008年5月20日第5季第18集（播出順序為第112集）“死劫（上）”（英語：Judgment Day （Part I）），由維戈·德拉堤雅（Viggo Drantyev，奧列格·達塔里奧飾演）所使用。

### 電子遊戲
- 2013年—：命名為「FP6」，黑色槍身，造型上裝上穿孔式、彈藥附件、折疊式槍托及手槍握把和MIL-STD-1913戰術導軌，以5發管式彈倉供彈，初始攜彈量為20發（聯機模式）和30發（滅絕模式），最高攜彈量為50發（聯機模式）和70發（滅絕模式）。聯機模式時可以使用紅點鏡、全息瞄準鏡、消音器、槍口制退器、前握把、重彈頭；滅絕模式時以1,500點取得，並可以使用射速增加。
- 2018年—《少女前線》：被歸類為「霰彈槍」，命名為FP-6，與AA-12、M1014名列霰彈槍前三名。
- 2021年—《蔚藍檔案》：遊戲角色「伊草遙香」的專用武器「Blow Away」就是以FP-6為原型。

## 資料來源
1. 1 2 3  Ramage 2008, p. 419.
2. ↑  Gangarosa, 2001. p. 243.
3. ↑  Fortier 2003.
4. ↑  H&K FABARM Operators Instructions: FP6 Pump-action Shotgun. (06-17-1998).
5. ↑  Gangarosa, 2001. p. 266.
6. ↑  Gangarosa, 2001. p. 246.

- Fortier, David M. "Italian alley sweeper: pumping lead with the Fabarm FP6（页面存档备份，存于）", Guns Magazine,  August 2003.
- Gangarosa, Gene Jr., (2001). Heckler & Koch—Armorers of the Free World. Stoeger Publishing, Maryland. ISBN 0-88317-229-1.
- Ramage, Ken. (2008). Gun Digest 2008[]. Krause Publications. p. 419.

## 外部連結
- （简体中文）—槍炮世界— FABARM霰弹枪（页面存档备份，存于）